# Helmut Reimitz

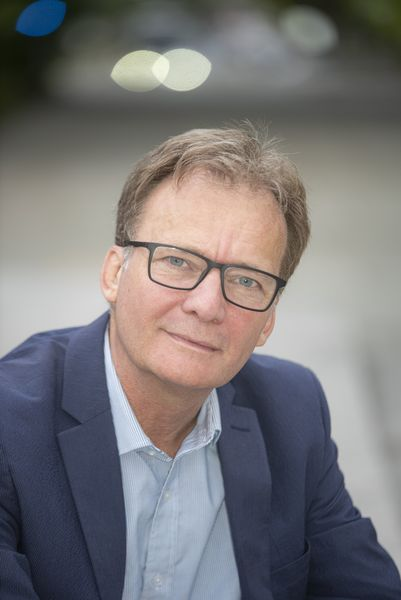
Helmut Reimitz (2022)

Helmut Reimitz (* 5. Februar 1965 in Wien) ist ein österreichischer Mittelalterhistoriker und Universitätsprofessor an der Princeton University.
Reimitz studierte an der Universität Wien Geschichte und Kommunikationswissenschaft (Diplom 1994), legte 1998 sein Staatsexamen am Institut für Österreichische Geschichtsforschung ab und wurde als Schüler von Herwig Wolfram und Walter Pohl 1999 an der Universität Wien promoviert (Der Codex Vindobonensis lat. 473. Ein karolingisches Geschichtsbuch aus St. Amand). Als Post-Doktorand war er im Projekt Grenze und Differenz im frühen Mittelalter in Wien (bei Walter Pohl) beschäftigt.
Reimitz leitete ab 2004 die Abteilung frühes Mittelalter am Institut für Mittelalterforschung der Österreichischen Akademie der Wissenschaften, an dem er seit 1999 war. Er war am europäischen Forschungsverbund Transformation of the Roman World beteiligt und gab einige der Bände mit heraus, in denen die Ergebnisse des von der European Science Foundation geförderten Projektes publiziert wurden. 2005/06 arbeitete er als Visiting Fellow am Netherlands Institute for Advanced Study (NIAS) in der Forschungsgruppe Rulers, History and Exegesis, The Formation of a Political Identity in the Carolingian Empire bei Mayke de Jong, Rosamond McKitterick und David Ganz. 2008 wurde er Assistant Professor am History Department an der Princeton University, wo er im Jahr 2013 zum Full Professor ernannt wurde. Seit 2012 gehört er zur Affiliated Faculty des Institute for the Study of the Ancient World in New York; 2015/16 war er Vorsitzender des Committee for the Study of Late Antiquity, von 2019 bis 2023 Director of the Program in Medieval Studies an der Princeton University. 2023 wurde er zum Fellow der Medieval Academy of America gewählt und im selben Jahr zum Shelby Cullom Davis '30 Professor of European History ernannt.
In seiner 2015 erschienenen Monographie History, Frankish Identity and the Framing of Western Ethnicity untersucht Reimitz in der vielfältigen Geschichte fränkischer Identität, die Formierung und Transformation ethnischer Identität und Ethnizität von der Spätantike bis zum Ende des frühen Mittelalters. In diesem wie in anderen Projekten nutzt er die handschriftliche Überlieferung von Texten, um die politische, kulturelle und religiöse Um- und Neugestaltung Europas im frühen Mittelalter von der Niederschrift der Texte zu ihren vielfältigen Wiederschriften in den erhaltenen handschriftlichen Kopien und Neufassungen zu verfolgen. Weitere Forschungsgebiete sind die Geschichte der Geschichtsschreibung und des historischen Denkens, Wissenskulturen und -ordnungen, Geschichte des Rechts und Rechtspluralismus im nachrömischen und mittelalterlichen Europa.

## Schriften (Auswahl)
- mit Jamie Kreiner (Hrsg.): Motions of Late Antiquity. Essays on Religion, Politics, and Society in Honour of Peter Brown. Brepols, Turnhout 2016.
- History, Frankish Identity and the Framing of Western Ethnicity, 550–850. Cambridge UP, 2015.
- mit Dan Rodgers und Bhavani Raman (Hrsg.): Cultures in Motion. Princeton UP, 2013.
- mit Bernhard Zeller (Hrsg.): Vergangenheit und Vergegenwärtigung. Frühes Mittelalter und Europäische Erinnerungskultur. Österreichische Akademie der Wissenschaften, Wien 2009.
- mit Stuart Airlie und Walter Pohl (Hrsg.): Staat im frühen Mittelalter. Österreichische Akademie der Wissenschaften, Wien 2006.
- mit Walter Pohl und Ian N. Wood (Hrsg.): The transformation of frontiers. From late antiquity to the Carolingians. 2. Plenary Conference of European Science Foundation’s Programme on „The Transformation of the Roman World“ (Obernai, April 1996). Brill, Leiden 2001.
- mit Walter Pohl (Hrsg.): Strategies of distinction. The construction of ethnic communities, 300–800. The transformation of the Roman world. A scientific programme of the European Science Foundation. Brill, Leiden 1998.

Aufsätze
- Observing peoples as peoples. The study of ethnicity in late Antiquity and the early Middle Ages, in: Visions of Medieval Studies in North America and Europe. Studies on Cultural identity and power, ed. by C. Booker, Hans J. Hummer, Dana M. Polanichka, Turnhout: Brepols, 2022, S. 63–82.
- Legalizing ethnicity. The remaking of citizenship in post-Roman Gaul, in: Civic Identity and Civic participation in late Antiquity and the Early Middle Ages, eds. Els Rose und Cerdric Bélaz, Turnhout: Brepols, 2022, S. 295–329 (mit Stefan Esders).
- Anti-Race? The Danger of Binaries, in: A Cultural History of Race in the Middle Ages, ed. Thomas Hahn (= A Cultural History of Race, vol. 2), London / New York / Dublin: Bloomsbury Academic, 2021, S. 171–179 und 193–195 (mit William Jordan).
- Diversity and convergence: the accommodation of ethnic and legal pluralism in the Carolingian empire, in: Empires and Communities in the Post-Roman and Islamic World, 400–1000 CE, eds. Walter Pohl, Rutger Kramer and Chris Wickham, Oxford University Press, 2021, S. 227–253 (mit Stefan Esders).
- Genre and identity in Merovingian historiography, in: Histography and Identity. Post-Roman multiplicity and new political identities, eds. G. Heydeman, H. Reimitz Turnhout: Brepols, 2020, S. 161–212.
- Livres d’histoire et l’histoire du livre a l’époche Carolingienne, in: Imago libri. Représentations carolingiennes du livre, ed. C. Denoël, A.-O. Poilpré, S. Shimahara, Biblioglogia 47, Paris 2018, S. 107–119.